# Salzan
Salzan (en francès Salza) és un municipi de França de la regió d'Occitània, al departament de l'Aude.